# Санкюкай
Санкю-кай-サン区会 школа боевого искусства санкю-кай (sanku-kai), единоборство близкое к карате.

## Общие сведения
Создал мастер Нанбу Ёсинау в 1969 году. Нанбу Ёсинаю — один из самых уважаемых японских мастеров боевых искусств в Японии и в мире. Будучи потомком семейства Буси (Самураев), он унаследовал множество секретных знаний клана (nanby), а позже обогатил их годами личных исследований и опыта.
В 27 лет Ёсинао Нанбу, синтезируя достижения всех основных стилей японского и окинавского каратэ, объединил их в арсенале новой школы и создал свой собственный стиль, назвав его Санкю-кай (усл. пер. Этот стиль характеризуется плавными и очень скоростными движениями. Там отсутствуют рваные, дёрганые рывки. В этом смысле Санкюкай напоминает айкидо. Многие заблуждаются утверждая, что техника молодого стиля также была ориентирована на спортивные спарринги. Это не так. Создавая санкю-кай Нанбу Ёсинао попытался возродить именно прикладную направленность боевых искусств. Санкю-кай максимально подходит быстрым, подвижным, изобретательным и находчивым бойцам.
Техника Санкю-кай (усл. пер."Встреча, объединение, трёх стихий" здесь подразумевается ум, сила и дух), помимо принятой техники и принципов традиционного каратэ, обогатилась элементами бокса, савата, отличается обилием нырков и уклонов, подсечек, бросков и обманных действий, высокой манёвренностью и использованием наиболее эффективных приемов айкидзюцу. Тактика поединка основывается на принципе «сэн-о сэн», который заключается в контратаке, проводимой одновременно с атакой противника. Чаще всего спарринги проводятся в защитном снаряжении, что бы предотвратить травмы от контактных ударов.
После передачи школы, последователям и ученикам, стиль Санкю-кай получил признание и распространился по всему миру. Обогатившись элементами из других единоборств не нарушающих принципов Санкю-кай, школа стала одной из эффективных боевых систем в мире единоборств.
Санкю-кай очень популярно во Франции, где есть даже институт Нанбу-до и Санкю-кай, в Хорватии и Черногории, в Великобритании и США, в Канаде и Бразилии, ну и, конечно, в Японии, где находится штаб Всемирной ассоциации Нанбу-до и Санкю-кай (с хонбу-додзё). В России ярким представителем стиля является Игорь Альбертович Мохначев. Начав заниматься каратэ в 70-е у мастера Шарля (3 дан)(Франция), ученика Нанбу Ёсинао, он достиг большого прогресса, и был аттестован им.